# Bandera d'Eslovènia
La bandera d'Eslovènia actual data del 2 de març de 1990. Fins llavors Eslovènia formava part encara de l'antiga Iugoslàvia i la bandera tenia els tres colors paneslaus i una estrella roja rivetejada de groc al centre. Quan l'estat federal eslovè fou suprimit, es va incorporar l'escut regional a la bandera, que van esdevenir escut i bandera nacionals amb la independència del 25 de juny de 1991. Les proporcions de la bandera són d'1:2.
L'escut heràldic està situat al costat del pal, a cavall de les bandes blanca i blava, i representa els tres cims d'una muntanya d'argent, el mont Triglav, en camper d'atzur. Les dues faixes ondades d'atzur a la punta de l'escut representen la façana marítima i els rius del país. Les tres estrelles d'or de sis puntes situades a sobre el mont Triglav recorden les armes de la família dels comtes de Celje, que va dominar Eslovènia a partir de 1130. L'escut està envoltat d'un rivet vermell.
Sense l'escut, la bandera d'Eslovènia és molt semblant a moltes altres banderes eslaves i igual que la de Rússia, per bé que les proporcions són diferents.

## Banderes històriques

Bandera de l'antiga República Socialista d'Eslovènia